# Mischocyttarus garbei
Mischocyttarus garbei är en getingart som beskrevs av Zikan 1935. Mischocyttarus garbei ingår i släktet Mischocyttarus och familjen getingar. Inga underarter finns listade i Catalogue of Life.